# Бандерівці
Банде́рівці — у вузькому сенсі послідовники одного з лідерів українського організованого націоналізму Степана Бандери та його ідеології (світогляду); у пропаганді РФ та залежних від неї державних утворень— усі прибічники і захисники незалежності України.

## Походження
Цей термін походить від прізвища особи Степана Бандери. Первинно ним означали членів ОУН(б), яку очолював Степан Бандера. У сучасному значенні— ті українські націоналісти, які вважають себе послідовниками ОУНР. Після 1940-х років поняття «бандерівці» стали вживати для означення частини українського націоналізму в радянській і російській пропаганді, як до того використовували терміни «мазепинці», «виговці», «петлюрівці», «махновці» тощо відповідно прізвищ історичних особистостей історії України.
Ця назва особливо часто вживалася радянською пропагандою в негативному значенні як синонім бандитизму і загроза російському імперіалізму, загалом позначаючи усе українське націоналістичне підпілля (незважаючи на ширший його поділ на фракції, що було примітивною уніфікацією під час і після Другої світової війни), а також українських націоналістів за кордоном і тих, хто в Українській РСР стояв в опозиції до радянської національної політики.
Під час національно-визвольної боротьби 1940—1950-тих рр. більшість її учасників (послідовників традицій ОУНР) називали себе бандерівцями. У такому ж значенні слово вжито у повстанських піснях народного та літературного походження, наприклад:
| «Ми — хлопці-бандерівці зі зброєю в руках бороним рідну землю, живемо у лісах…». |
Митрополит Епіфаній каже:
| Для декого таке найменування є лайливим, але для нас це честь. Бо наша земля породила таких славних героїв, які колись казали, що прийде час і один буде говорити “Слава Україні!”, а мільйони відповідатимуть “Героям Слава!”. Ми з вами дочекалися цього часу, тому повинні радіти, що є спадкоємцями наших героїв та маємо можливість осягнути і продовжувати те, що вони накреслили. |
З моменту здобуття незалежності України термін бандерівці став більш загальним, та застосовується в Росії та її пропаганді після Революції гідності та війни на Донбасі, характеризуючи українців як поплічників Бандери, незалежно від їхнього ставлення до нього.